# Кримська декларація
Кримська декларація (англ. Crimea Declaration) — документ у формі заяви для преси державного секретаря Сполучених Штатів Америки Майкла Помпео, в якому підтверджується невизнання анексії півострова Росією та проголошується довгострокова політика щодо відмови визнання її претензій на територію, захоплену силою всупереч міжнародному праву.
Декларація оприлюднена Держдепартаментом 25 липня 2018 року, через десять днів після зустрічі президентів США і Росії Дональда Трампа та Володимира Путіна в Гельсінкі. Перед зустріччю американський президент допускав висловлювання, які свідчили про можливість перегляду в майбутньому політики США щодо невизнання спроби анексії Криму.
Її текст був переданий уповноваженому Президента України у справах кримськотатарського народу Мустафі Джемілєву, який саме тоді перебував з візитом у США.
Зміст декларації складається з трьох абзаців:

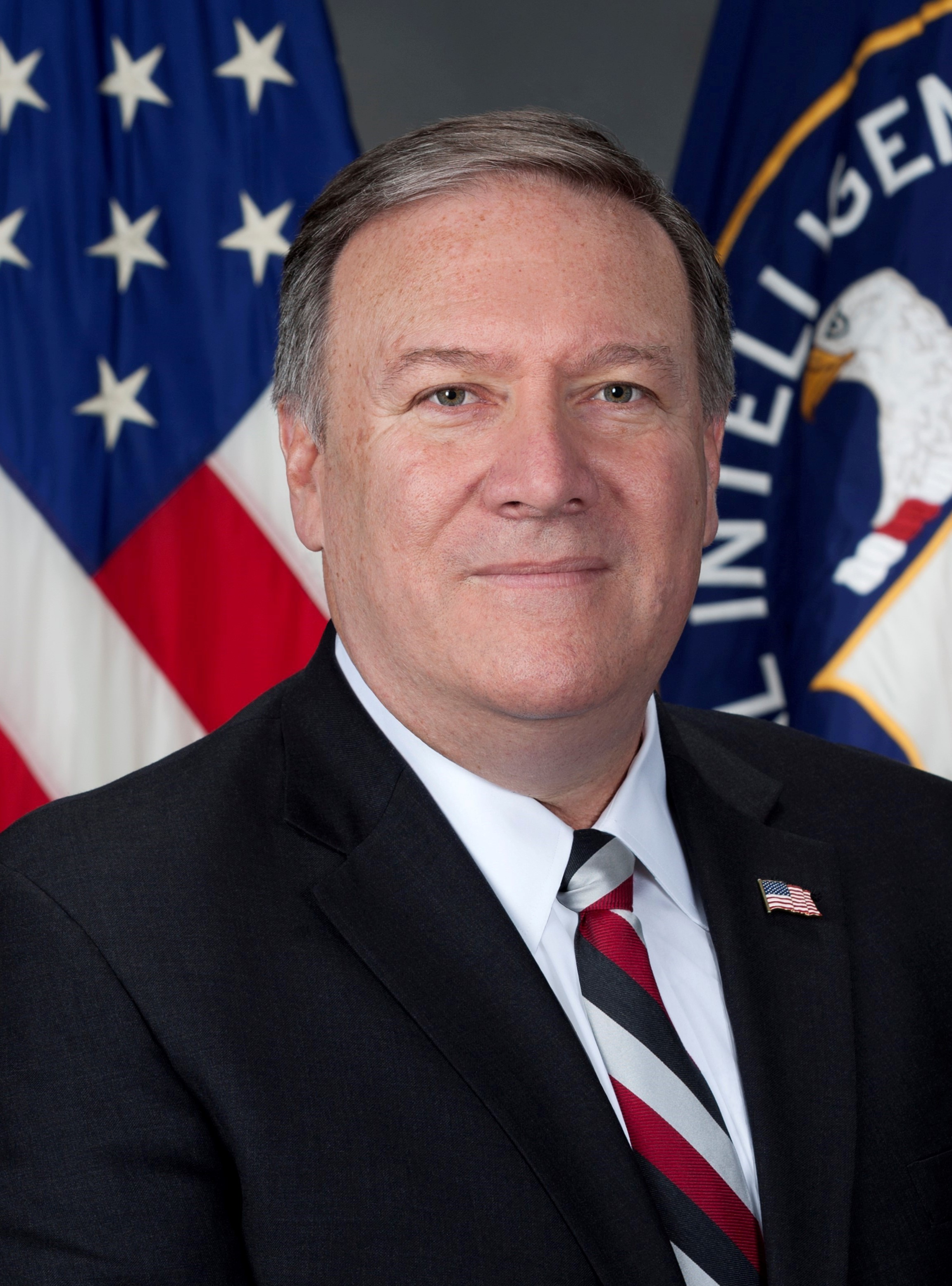
Майкл Помпео

Держдепартамент порівняв Кримську декларацію з Декларацією Веллеса, що в 1940 році засудила окупацію Радянським Союзом країн Балтії і закріпила невизнання анексії. Окупація Литви, Латвії та Естонії тривала понад 50 років після ухвалення Декларації Веллеса.
Кримську декларацію протягом доби підтримали Польща, Німеччина, Велика Британія, Данія, країни Балтії, Чехія, Швеція, Норвегія, Італія, Європейський Союз.
Українська влада відгукнулася на декларацію схвально, російська — негативно.